# Quận Franklin, Illinois
Quận Franklin là một quận thuộc tiểu bang Illinois, Hoa Kỳ.
Quận này được đặt tên theo. Theo điều tra dân số của Cục điều tra dân số Hoa Kỳ năm 2000, quận có dân số 39.018 người. Quận lỵ đóng ở Benton.6. Quận Franklin được lập ngày 2 tháng 1 năm 1818 từ Gallatin và White. Quận được đặt tên theo Benjamin Franklin.

## Địa lý
Theo Cục điều tra dân số Hoa Kỳ, quận có diện tích km2, trong đó có km2 là diện tích mặt nước.

## Thông tin nhân khẩu
Theo điều tra dân số Mỹ năm 2000, 2 có 39.018 người, 16.408 hộ gia đình, và 10.976 gia đình sống trong quận hạt. Mật độ dân số là 95 người trên một dặm Anh vuông (37/km ²). Có 18.105 đơn vị nhà ở mật độ trung bình của 44 trên một dặm Anh vuông (17/km ²). Cơ cấu chủng tộc của dân cư sinh sống trong quận bao gồm 98,63% người da trắng, 0,15% da đen hay Mỹ gốc Phi, 0,22% người Mỹ bản xứ, 0,18% châu Á, Thái Bình Dương 0,01%, 0,14% từ các chủng tộc khác, và 0,66% từ hai hoặc nhiều chủng tộc. 0,64% dân số là người Hispanic hay Latino thuộc một chủng tộc nào. 23,6% là của Mỹ, Đức 16,2%, 14,9% tiếng Anh, 11,4% và 6,6% Ailen gốc Ý theo điều tra dân số năm 2000. 98,2% nói người gốc Anh và 1,0% tiếng Tây Ban Nha là ngôn ngữ đầu tiên của họ.
Có 16.408 hộ, trong đó 28,20% có trẻ em dưới 18 tuổi sống chung với họ, 53,00% là đôi vợ chồng sống với nhau, 10,10% có nữ hộ và không có chồng, và 33,10% là không lập gia đình. 29,80% hộ gia đình đã được tạo ra từ các cá nhân và 15,80% có người sống một mình 65 tuổi hoặc lớn hơn. Cỡ hộ trung bình là 2,34 và cỡ gia đình trung bình là 2,89.
Tháp tuổi dân cư sinh sống trong quận với tỷ lệ như sau: 23,00% dưới độ tuổi 18, 7,90% 18-24, 26,20% 25-44, 24,30% từ 45 đến 64, và 18,70% từ 65 tuổi trở lên người. Độ tuổi trung bình là 40 năm. Đối với mỗi 100 nữ có 91,90 nam giới. Đối với mỗi 100 nữ 18 tuổi trở lên, đã có 89,00 nam giới.
Thu nhập trung bình cho một hộ gia đình trong quận đã đạt mức USD 28.411, và thu nhập trung bình cho một gia đình là USD 36.294. Phái nam có thu nhập trung bình USD 31.429 so với 19.664 USD của phái nữ. Thu nhập bình quân đầu người đạt mức 15.407 USD. Có 12,60% gia đình và 16,20% dân số sống dưới mức nghèo khổ, bao gồm 24,10% những người dưới 18 tuổi và 9,60% của những người 65 tuổi hoặc hơn.